# Карабайо
Карабайо (можлива самоназва — якумо) — неконтактний народ у Колумбії, що живе в департаменті Амасонас, у районі річок Какета та Пуре. Є відомості про існування принаймні трьох громад, що є групами, які живуть у малоках.

## Назва
Слово «карабайо» не є самоназвою, а означає «дикий, неконтактний». Також вони відомі під назвою арое — цей етнонім використовують стосовно до них плем'я бора.

## Історія вивчення
Протягом останніх 400 років карабайо періодично контактували із зовнішнім світом, проте це здебільшого були напади з боку работоргівців та добувачів каучуку, що змусило їх ізолюватися.
1969 року молодий авантюрист і здобувач каучуку вирішив оселитися на березі річки Какета. Однак цього йому було недостатньо, і він зі своїм братом вирішив прорубувати стежку в глиб лісу. Попри те, що індіанці різними способами показували своє невдоволення, це їх не зупинило і через деякий час вони обидва безвісти зникли. Після того. як ця новина дійшла до Боготи, на пошуки було відправлено озброєну групу. Після деякого часу пошуків вони знайшли покинуту малоку, в якій залишалася одна родина карабайо. Цю родину забрали до Ла-Педрери, де їх вивчали. Було складено невеликий словник їхньої мови, який містив близько 50 слів. Після цього гурт разом із сім'єю вирушив у ту малоку, де їх виявили. Там знайшли на той момент свіже поховання, а в ньому — знаряддя праці: палицю-макану, лук та стріли, а також духові трубки. Однак далі група не просунулась через відмову сім'ї вести їх далі через загрозу для їхніх життів з боку інших індіанців, тому сім'ю відпустили, а група повернулася.
На початку 2000-х зроблено світлини трьох громад карабайо, що підтвердило їх існування.
2011 року президент Колумбії Хуан Мануель Сантос підписав юридичний указ № 4633, який гарантує неконтактним народам, таким як карабайо, права на їхню добровільну ізоляцію, їхні традиційні території та відшкодування збитків у разі насильства з боку сторонніх.

## Мова
2014 року, після аналізу складеного 1969 року словника, німецькі та колумбійські вчені віднесли мову карабайо до тикуна-юрійських мов. Попри те, що багато представників сусідніх із карабайо індіанців часто знають відразу кілька аборигенних мов, проте їхньої мови вони розуміють.